# Sundimetsa
Sundimetsa is een plaats in de Estlandse gemeente Saaremaa, provincie Saaremaa. De plaats heeft de status van dorp (Estisch: küla) en telt 15 inwoners (2021).
Tot in oktober 2017 lag de plaats in de gemeente Pöide. In die maand ging Pöide op in de fusiegemeente Saaremaa.
Sundimetsa ligt aan de Põhimaantee 10, de hoofdweg van Risti naar Kuressaare.

## Geschiedenis
Sundimetsa ontstond pas in 1900 als nederzetting die voor een deel op het landgoed van Reina en voor een ander deel op het landgoed van Tumala lag. De oorspronkelijke naam van de nederzetting was Sandre. In 1945 werd het dorp pas genoemd onder de naam Sundimetsa. Tussen 1977 en 1997 maakte Sundimetsa deel uit van het buurdorp Kahutsi.